# シェネル・オズバイラクル
シェネル・オズバイラクル（Şener Özbayraklı、1990年1月23日  - ）は、トルコ・アルトヴィン県ボルチカ出身のプロサッカー選手。イスタンブール・バシャクシェヒルFK所属。ポジションは、ディフェンダー。

## 経歴

### クラブ
2009年に3部リーグのクラブでキャリアをスタート。ブルサスポル加入後、2013年1月19日にスュペル・リグデビュー。2015年6月23日、170万ユーロでフェネルバフチェSKに移籍。
2019年7月2日、ガラタサライSKと2年契約を結んだ。
2021年6月9日、イスタンブール・バシャクシェヒルFKと2年契約を結んだ。

### 代表
UEFA EURO 2016に参加した。